# Juillet 1963
Cette page présente les faits marquants du mois de juillet 1963.

## Évènements
- France : vote d'une loi réglementant les grèves dans les services publics.

- 5 juillet : échec de la conférence de Victoria Falls. Refus de l’indépendance à la Rhodésie du Sud : soulèvement et répression.

- 6 juillet, France : création du parc national de la Vanoise en Savoie.

- 7 juillet : en Argentine, une nouvelle élection présidentielle organisée par les militaires sans les péronistes donne vainqueur le radical Arturo Umberto Illia (investi le 12 octobre). Celui-ci légalise le parti péroniste avec l’espoir qu’il le soutiendra.

- 10 juillet[1] : accords financier et commercial entre la France et le Togo.

- 11 juillet : coup d’État en Équateur toléré par les États-Unis.

- 15 juillet : formation du gouvernement Houphouët-Boigny (2) en Côte d'Ivoire

- 18 juillet (Syrie) : une tentative de coup d’État du Mouvement national arabe (pronassérien) échoue.

- 19 juillet[2] : rapport Jeanneney sur la coopération (France).

- 20 juillet
  - Convention de Yaoundé sur le développement entre la CEE et 18 pays africains francophones, ancêtre de la convention de Lomé[3].
  - Formule 1 : Grand Prix de Grande-Bretagne.

- 22 juillet : après l’élimination des forces pronassériennes en Syrie et en Irak, Nasser renonce à créer une nouvelle République arabe unie fédérant les trois États.

- 24 juillet : Victor Marijnen entre en fonction comme nouveau Premier ministre des Pays-Bas.
- 26 juillet : un tremblement de terre de magnitude 6 fait 1 070 victimes à Skopje en Yougoslavie.

- 27 juillet, France : premier défilé de Courrèges.

- 29 juillet : rejet par la France du traité de Moscou sur les essais nucléaires.

- 31 juillet : rejet par la Chine du traité de Moscou sur les essais nucléaires.

## Naissances
- 1er juillet : Edward Tsang Lu, physicien et astronaute américain.
- 4 juillet : 
  - Henri Leconte, joueur de tennis français.
  - Chris Charlton, femme politique canadienne.
- 7 juillet : 
  - Vonda Shepard, chanteuse américaine.
  - Mariam Chabi Talata, femme politique béninoise.
- 8 juillet :
  - Rocky Carroll, acteur américain.
  - Michael Cuesta, réalisateur, scénariste et producteur américain.
- 10 juillet : Ronan Pensec, coureur cycliste français.
- 11 juillet : 
  - Al MacInnis, joueur de hockey.
  - Manuel Marrero Cruz, personnalité politique cubain.
- 17 juillet : Letsie III, roi du Lesotho depuis 1996.
- 18 juillet : Nicolas Dufourcq, homme d'affaires français.
- 19 juillet : Emmanuelle Mottaz, chanteuse et scénariste française († 16 mars 2023).
- 22 juillet : Rob Estes, acteur américain.
- 23 juillet : Iounous-bek Evkourov, homme politique et militaire russe.
- 24 juillet :
  - Louis Armary, joueur de rugby français.
  - Karl Malone, basketteur américain.
- 25 juillet : Valentine Rugwabiza, femme d'affaires, femme politique et diplomate rwandaise.
- 26 juillet : 
  - François Narboni, compositeur.
- 27 juillet : Donnie Yen, acteur et chorégraphe d'action chinois.
- 28 juillet : Gag (André Gagnon), scénariste et dessinateur québécois de bande dessinée.
- 30 juillet : 
  - Benjamin de Rothschild, Banquier Français († 15 janvier 2021).
  - Antoni Martí, homme politique andorran († 6 novembre 2023).
- 31 juillet : Fatboy Slim, DJ britannique.

## Décès
- 21 juillet : André Alexandre Verdilhan, sculpteur et peintre français (° 14 mars 1881).
- 22 juillet : Valerio Valeri, cardinal italien de la curie romaine (° 7 novembre 1883).